# Ommatius monensis
Ommatius monensis là một loài ruồi trong họ Asilidae. Ommatius monensis được Scarbrough miêu tả năm 1984. Loài này phân bố ở vùng Tân nhiệt đới.